# Меран, Марсель
Марсель Меран (фр. Marcel Méran; 4 октября 1871 года, Бордо — 9 апреля 1949 года, Л’Иль-Адам, Иль-де-Франс) — французский кораблестроитель, промышленник, художник и яхтсмен, бронзовый призёр летних Олимпийских игр 1900 года.

## Биография
Марсель Меран родился 4 октября 1871 года в Бордо в семье адвоката, в 1880-х годах бывшем мэром Аркашона. Занимался живописью и кораблестроением, состоял в Парижском обществе парусного спорта, который спонсировал, и во Французском астрономическом обществе. На Олимпиаде 1900 года с братьями Феликсом и рулевым Эмилем Мишле был членом экипажа лодки последнего Scanasaxe, на которой принял участие в двух гонках среди лодок водоизмещением от 0,5 до 1 тонны в парусном спорте. В первой занял третье место, а во второй — первое, но её результаты не были приняты МОК. В 1901 году с другим олимпийским яхтсменом Пьером Жерве основал компанию по производству гоночных автомобилей Méran-Gervais, чья машина участвовала в гонке Париж — Мадрид. После закрытия компании в 1905 году стал владельцем керамического завода в столичном регионе. Скончался 9 апреля 1949 года.